# アンナ・ポリアコヴァ
アンナ・ポリアコヴァ（露: Полякова Анна Сергеевна, 英: Anna Poliakova, 1981年12月10日 - ）は、ロシアの女子相撲選手である。旧姓は、ジガロヴァ (ジガロワ、Жигалова, Zhigalova) である。

## 経歴・人物
ウドムルト共和国のイジェフスクに生まれる。6歳から12歳までは、バレーボールをしていた。13歳の頃から21歳までは、ハンドボールをしていた。ウドムルト国立大学 (en:Udmurt State University) を卒業する。
幼稚園に水泳のインストラクターとして勤務した経験をもつ。2003年9月、相撲のトレーニングを開始する。身長は 186 センチメートルである。体重は 165 キログラムである。

## 成績
2012年10月28日、香港で開催された第9回世界女子相撲選手権大会において、重量級で優勝する。2013年7月26日・27日、コロンビア・サンティアゴ・デ・カリで開催された第9回ワールドゲームズ2013の女子の部において、重量級および無差別級で優勝する。同年10月18日・19日、ロシア・サンクトペテルブルクで開催された第2回世界コンバットゲームズ女子において、重量級および無差別級で優勝する。
2014年8月31日、台湾・高雄市で開催された第10回世界女子相撲選手権大会において、無差別級で優勝する。2016年7月30日、モンゴルで開催された第12回世界女子相撲選手権大会の個人戦無差別級において優勝する。
2017年7月22日・23日、ポーランド・ヴロツワフで開催された第10回ワールドゲームズ2017の女子の部において、重量級および無差別級で優勝する。2018年7月22日、台湾の桃園アリーナで開催された第13回世界女子相撲選手権大会の個人戦無差別級において優勝する。2019年10月13日、日本・堺市の大浜相撲場で開催された第14回世界女子相撲選手権大会の個人戦重量級において優勝する。